# Ermengol VI.
Ermengol VI. (ili Armengol V.; katalonski: Ermengol VI d'Urgell; Valladolid, 1096. – Kastilja, 28. lipnja 1154.) bio je španjolski plemić i grof Urgella. Znan je i kao Ermengol Kastiljski (šp.: Ermengol el Castellano).

## Biografija
Ermengol je rođen 1096. godine u Valladolidu kao sin grofa Ermengola V. i njegove supruge, gospe Maríje Pérez. Bio je unuk Petra Ansúreza preko majke.
Naslijedio je svog oca godine 1102. pod regentstvom svog djeda Petra te je imao barem dvije sestre, Tereziju i Estefaníju.
Uz pomoć Gueraua II. od Cabrere i Ramona Berenguera III., Ermengol je osvojio Balaguer. Pomagao je kralju Alfonsu Borcu 1118. te je bio u vrlo dobrim odnosima s Barcelonom, prateći Ramona Berenguera IV. u Provansu 1144.
Umro je u Kastilji 28. lipnja 1154. 

## Brakovi
Prva supruga Ermengola bila je Arsenda od Cabrere, koju je oženio 1119. Njihov je sin bio grof Ermengol VII., a kćeri Izabela Sibila i Estefanía. Čini se da se Ermengol rastao od Arsende.
Druga supruga grofa Ermengola bila je Elvira Rodríguez, koja mu je rodila kćer Mariju od Almenare.
Ermengol je možda imao i dvije ljubavnice te izvanbračnog sina Rodriga i jednu izvanbračnu kćer.